# ماو نينغ
ماو نينغ (بالصينية: 毛宁؛ بينيين: Máo Níng؛ من مواليد ديسمبر 1972) دبلوماسية صينية، شغلت منصب المتحدثة الرسمية الثالثة والثلاثين باسم وزارة خارجية جمهورية الصين الشعبية منذ سبتمبر 2022، ومديرة عامة لإدارة الصحافة والاتصالات والدبلوماسية العامة بالوزارة منذ يناير 2025.
قبل اختياره لمنصب المتحدث الرئيسي باسم الوزارة، كان ماو منخرطًا في العمل الدبلوماسي لأكثر من 27 عامًا، وكان يعمل بشكل أساسي في الشؤون الآسيوية للبلاد.

## الحياة المبكرة والتعليم
وُلِدت ماو في شيانغتان، هونان، عام 1972، ويُقال إنها تنحدر من نفس العشيرة الصينية التي ينتمي إليها ماو تسي تونغ وفقًا لكتاب علم الأنساب.
في عام 1993، تخرجت ماو من جامعة هونان نورمال في تشانغشا بدرجة بكالوريوس في الآداب، تخصص اللغة الإنجليزية. وفي عام 1995، تخرجت من جامعة الشؤون الخارجية الصينية في بكين بدرجة بكالوريوس في القانون، تخصص الدبلوماسية. وفي عام 2006، تخرجت من جامعة جورج واشنطن في الولايات المتحدة بدرجة ماجستير في السياسة والممارسة الدولية.

## الحياة السياسية
انضمت ماو إلى وزارة الخارجية لجمهورية الصين الشعبية في أغسطس 1995 وعملت بشكل أساسي في إدارة الشؤون الآسيوية. تم تعيينها نائبة للأمين العام لأمانة التعاون الثلاثي في مايو 2011 وشغلت هذا المنصب حتى مايو 2013، عندما تم تعيينها مستشارة في سفارة جمهورية الصين الشعبية في الولايات المتحدة. تم استدعاؤها إلى الإدارة الأصلية في نوفمبر 2015، وتمت ترقيتها في النهاية إلى نائبة المدير العام في نوفمبر 2017.
تم تعيينها نائبة لرئيس بلدية ليشان، سيتشوان في يونيو 2020، وتم تعيينها لاحقًا كعضو في اللجنة الدائمة للجنة بلدية ليشان للحزب الشيوعي الصيني، أعلى سلطة في المدينة.

### المتحدث باسم وزارة الخارجية
في 5 سبتمبر 2022، عُيّنت ماو المتحدثة الرسمية الثالثة والثلاثين لوزارة خارجية جمهورية الصين الشعبية، وفي الوقت نفسه، تشغل منصب نائبة عن منطقة تشاويانغ في مجلس نواب الشعب لبلدية بكين.
في 15 يناير 2025، تم تعيين ماو مديرًا عامًا لإدارة الصحافة والاتصالات والدبلوماسية العامة بوزارة الخارجية لجمهورية الصين الشعبية، خلفًا لهوا تشون ينغ.

### قيود فيروس كورونا
في يناير 2023، وبعد أن فرضت بعض الدول قيودًا تستهدف المسافرين القادمين من الصين، بما في ذلك إجراء فحص عند الدخول وفرض حجر صحي على من تثبت إصابتهم بكوفيد-19، أشارت ماو إلى أن بعض قيود الدخول استهدفت القادمين من الصين فقط، مدّعيةً أنها "تفتقر إلى أساس علمي وأن بعض الممارسات غير مقبولة". وأضافت أن الصين ترفض رفضًا قاطعًا استخدام تدابير الوقاية من كوفيد-19 ومكافحته "لأغراض سياسية"، وأنها "ستتخذ إجراءات مماثلة استجابةً للمواقف المختلفة بناءً على مبدأ المعاملة بالمثل".

### تايوان
في يناير 2024، وبعد أن هنأ الرئيس الفلبيني بونغ بونغ ماركوس المرشح الرئاسي التايواني لاي تشينغ تي بفوزه في الانتخابات الرئاسية التايوانية لعام 2024، صرّحت ماو في مؤتمر صحفي بأن تعليقات ماركوس تُمثّل "انتهاكًا خطيرًا لسياسة الصين الواحدة" و"تدخلًا سافرًا في الشؤون الداخلية للصين". كما صرّحت بأن "الرئيس ماركوس قرأ المزيد من الكتب لفهم خبايا قضية تايوان بشكل صحيح، وذلك لاستخلاص الاستنتاجات الصحيحة". ردًا على تعليقات ماو، قال وزير الدفاع الوطني الفلبيني غيلبرت تيودورو إن ماو "انحطت إلى مستوى دنيء للغاية، حيث لجأت إلى إهانة رئيسنا والأمة الفلبينية، وزادت من إهانة نفسها ووزارتها والحزب الذي تُمثله".